# Alright, Still
Alright, Still – album Lily Allen wydany 17 lipca 2006.  Pierwszym singlem z tej płyty był „Smile”.

## Lista utworów
| Nr. | Tytuł                                           | Autor | Czas |
| --- | ----------------------------------------------- | --- | ---- |
| 1.  | „Smile”                                         | Clement „Coxsone” Dodd, Darren Lewis, Iyiola Babalola, Jackie Mittoo, Lily Allen                                      | 3:17 |
| 2.  | „Knock 'Em Out”                                 | Darren Lewis, Earl King, Iyiola Babalola, Lily Allen                                                                  | 2:53 |
| 3.  | „LDN”                                           | Darren Lewis, Duke Reid, Iyiola Babalola, Lily Allen                                                                  | 3:10 |
| 4.  | „Everythings Just Wonderful”                    | Greg Kurstin, Lily Allen                                                                                              | 3:28 |
| 5.  | „Not Big”                                       | Greg Kurstin, Lily Allen                                                                                              | 3:16 |
| 6.  | „Friday Night”                                  | Johnny Bull, Lily Allen, Pablo Cook                                                                                   | 3:06 |
| 7.  | „Shame for You”                                 | Blair MacKichan, Lily Allen                                                                                           | 4:06 |
| 8.  | „Littlest Things”                               | Hervé Roy, Lily Allen, Mark Ronson, Pierre Bachelet                                                                   | 3:02 |
| 9.  | „Take What You Take”                            | Darren Lewis, Iyiola Babalola, Lily Allen                                                                             | 4:06 |
| 10. | „Friend of Mine”                                | Darren Lewis, Ernest Isley, Iyola Babalola, Jasp, Lily Allen, Marvin Isley, O'Kelly Isley, Ronald Isley, Rudoph Isley | 3:57 |
| 11. | „Alfie”                                         | Greg Kurstin, Lily Allen                                                                                              | 2:45 |
| --  | --                                              | Edycja U.S. | --   |
| 12. | „Nan, You're A Window Shopper”                  | Darren Lewis, Iyiola Babalola, Lily Allen                                                                             | 2:58 |
| 13. | „Smile (Mark Ronson Version)”                   | Clement „Coxsone” Dodd, Darren Lewis, Iyiola Babalola, Jackie Mittoo, Lily Allen                                      | 3:12 |
| --  | --                                              | U.K. iTunes exclusive edition                                                                                         | --   |
| 12. | „Blank Expression”                              | cover The Specials | 2:30 |
| --  | --                                              | Edycja japońska | --   |
| 12. | „Cheryl Tweedy”                                 | | 3:15 |
| 13. | „Absolutely Nothing”                            | | 4:02 |
| --  | --                                              | Edycja francuska | --   |
| 12. | „Mr. Blue Sky”                                  | | 3:40 |
| --  | --                                              | iTunes Deluxe Edition                                                                                                 | --   |
| 12. | „Mr. Blue Sky”                                  | | 3:40 |
| 13. | „Cheryl Tweedy”                                 | | 3:15 |
| 14. | „Nan You're a Window Shopper”                   | Allen, Babalola, Lewis                                                                                                | 2:58 |
| 15. | „Blank Expression”                              | cover The Specials | 2:30 |
| 16. | „Absolutely Nothing”                            | | 4:02 |
| 17. | „U Killed It”                                   | | 4:24 |
| 18. | „Everybody's Changing”                          | cover Keane | 2:40 |
| 19. | „Naïve (BBC Radio 1's Jo Whiley's Live Lounge)” | | 3:46 |